# Pique Dame (1918)
Pique Dame ist ein deutsches Stummfilmdrama aus dem Jahre 1918 nach der gleichnamigen Novelle von Alexander Puschkin. Unter der Regie von Arthur Wellin spielt Alexander Moissi die Hauptrolle.

## Handlung
Russland, zur Zarenzeit im 19. Jahrhundert. Der junge Ingenieur-Leutnant Stanislaus Kovolski befindet sich in ständiger Geldnot. Eines Tages begegnet er einer Wahrsagerin, die ihm prophezeit, dass der große Geldsegen auf ihn warte, nachdem er einer alten Dame begegnet sei. Sein Freund Fürst Domsky erzählt ganz en passant im Club von seiner alten Tante, der Gräfin Balinski. Sie habe, so erfährt Stanislaus von Freund Paul, ihr großes Vermögen durch ein mysteriöses Kartenspiel erworben. Nun will Kovolski unbedingt die alte Dame kennen lernen. Einer seiner ersten Versuche, sich der Gräfin zu nähern, führt zu der Bekanntschaft mit Lisaweta, einer verarmten Verwandten der steinreichen Adeligen, in die er sich rasch verliebt. Beim nächsten Mal versucht Stanislaus, der alten Dame heimlich über die Schulter zu schauen, um ihr das Kartenspielgeheimnis zu entlocken. Dabei erschrickt sich Gräfin Balinski derart, dass sie schlagartig tot umfällt.
Fortan wird Graf Stanislaus von nächtlichen Dämonen heimgesucht. Von schlechtem Gewissen geplagt, sieht er ständig wie als ewige Mahnung die tote Alte vor seinem geistigen Auge. Doch Madame macht ihm mitnichten irgendwelche Vorwürfe. Vielmehr verrät sie Kovolski ihr Geheimnis: um sein Ziel zu erreichen, müsse er bei seinem nächsten Clubbesuch die ersten drei Spiele gewinnen. Dazu müsse er erst auf die Drei, dann auf die Sieben und schließlich auf das As setzen. In der ersten Nacht hat er Erfolg. Er setzt auf die Drei. Auch die zweite Nacht bringt ihm Glück, diesmal mit der angekündigten Sieben. Siegesgewiss baut er am dritten Abend auf sein As, das tatsächlich ebenfalls gewinnt. Stanislaus glaubt sich nun einer Zukunft mit Lisaweta sicher, doch als er sein As zeigen will, ist es zu seiner größten Überraschung die Pique Dame.
Graf Kovolski ist total schockiert, er kann es nicht glauben. Hat er doch mit eigenen Augen das As gesehen, und jetzt das? Er ist zutiefst davon überzeugt, dass sich die tote Gräfin mit diesem Schicksalswink aus dem Jenseits an ihm, der Schuld an ihrem Herztod trägt, rächen will. Er hat in seiner Siegeszuversicht alles gesetzt, und nun ist alles dahin. Das gesamte Vermögen Graf Kovolskis ist mit einer Spielkarte verloren. Der Schock sitzt derart tief, dass Stanislaus Kovolski allmählich der geistigen Umnachtung anheimfällt und schließlich in einer Irrenanstalt sein Leben beschließt.

## Produktionsnotizen
Pique Dame entstand zum Jahresbeginn 1918, passierte im März desselben Jahres mit Jugendverbot die Zensur und wurde am 17. Mai 1918 im Berliner Tauentzienpalast uraufgeführt. Die Länge des Vierakters betrug 1521 Meter.
Produzent Rudolf Dworsky entwarf auch die Filmbauten.

## Kritik
„Es war ein glücklicher Griff, den besten Darsteller Ibsen- und Tolstoi’scher Gestalten, Alexander Moissi, für den Film zu gewinnen. (…) Sein eindrucksvolles und pointenreiches Spiel, mit dem er den aus Sucht nach Reichtum zum Verbrecher gewordenen Ingenieurleutnant zeichnet, macht uns ganz vergessen, daß wir Moissi nur auf der Leinwand sehen. Auf dem Höhepunkt der Handlung, als der Leutnant infolge Spielverlustes wahnsinnig wird, ist die darstellerische Leistung des großen Künstlers geradezu überwältigend. Erleichtert wird die Aufgabe Moissis durch die übrigen Künstler, von denen besonders Johanna Tenvin [sic!] und Herta Russ zu erwähnen sind., die im Verein mit der guten Regie ihr bestes leisten. Viel gewinnt dieses Filmwerk durch die gute Photographie, durch die wir auch die feinste Nuance im Spiele Moissis verfolgen können.“